# Сентрейлия (Канзас)
Сентрейлия (англ. Centralia) — город в штате Канзас, США. По переписи 2010 года, население города составляло 512 человек

## История
Город был основан в 1859 года в одной миле к северу от своего нынешнего местоположения. Когда через эту территорию в 1867 году прошла железная дорога, город переместился на своё нынешнее место.

## География
Координаты города 39°43′27″ с. ш. 96°07′52″ з. д.. Площадь 2 кв. км, всё — суша

### Климат
Климат характеризуется тёплым и даже жарким летом, с частыми засухами, и холодной, иногда очень холодной зимой. Относится к территориям с умеренно континентальным климатом.

## Перепись 2010 года
В соответствии с данными этой переписи в 2010 году здесь проживало 512 человек, было 201 домохозяйство и 123 семьи. Плотность населения составляла 195,5 чел. на кв. км. В расовом составе населения преобладали белые (94,5 %), 1,2 % составляли афроамериканцы, 0,8 % индейцы, 0,8 % азиаты, 0,6 % представители других рас, 2,1 % латиноамериканцы.
Медианный возраст населения составлял 40,1 года. 25 % было младше 18 лет, 5,7 % между 18 и 24 годами, 25,4 % от 25 до 44 лет, 22,8 % от 45 до 64 лет и 21,1 % от 65 лет и старше.